# Pasion Kristal
Juan Gabriel Centella Damián, mer känd under pseudonymerna Pasion Kristal eller Pasion Crystal, född 9 januari 1976 i Villahermosa i Tabasco, död 2 juni 2021 i Acapulco i Guerrero, var en mexikansk luchador (fribrottare). 
Pasion Kristal uppträdde som en exotico, en form av dragqueen, och gjorde sin debut som fribrottare år 1994. Kristal brottades i Asistencia Asesoria y Administracion (numera Lucha Libre AAA Worldwide), Mexikos största fribrottningsförbund mellan 2008 och 2013, samt för en kort tid under 2019. Genom hela 2010-talet och början av 2020-talet var Kristal ett stort namn på den mexikanska oberoende fribrottningsscenen och tillsammans med Diva Salvaje och Jessy Ventura utgjorde de trion Las Shotas som nådde stora framgångar i Grupo Internacional Revolución (IWRG), Mexikos tredje största fribrottningsförbund.
Den 2 juni 2021 försvann Kristal efter att ha besökt en strand i Acapulco innan han skulle ha deltagit i ett lucha libre-evenemang i staden samma kväll. Mexikanska medier rapporterade samma kväll att han förmodades ha drunknat. Klockan nio på morgonen den 3 juni återfanns en kropp vid stranden, och senare under dagen bekräftade Acapulcos lucha libre-kommission att det var Pasion Kristals kropp som hittats.